# Niccolò Buonaparte
Niccolò Buonaparte est un juriste et un écrivain italien de la seconde moitié du XVIe siècle.

## Biographie
Né à San Miniato  en Toscane, il était professeur de lettres à Florence. Il a été placé, mais sans preuve, parmi les ancêtres de l'empereur Napoléon. En 1568, il fit imprimer à Florence La Vedova, une des plus anciennes comédies du théâtre italien (...), plaisante et d'un ton fort leste, qui fut réimprimée à Florence en 1592 et à Paris, chez Molini en 1803. Elle a été traduite en français en 1579 par Pierre de Larivey, parmi les Six comédies facétieuses, sous le titre « La Veuve ».